# William W. Eaton
Pour les articles homonymes, voir William Eaton.
William Wallace Eaton, né le 11 octobre 1816 Tolland dans le Connecticut et mort le 21 septembre 1898 à Hartford dans le même État, est un représentant et sénateur des États-Unis du Connecticut. 

## Biographie
Né à Tolland dans le Connecticut, il est éduqué dans les écoles publiques et par des cours privés. Il déménage à Columbia en Caroline du Sud pour se lancer dans des activités commerciales, puis retourne à Tolland, étudie le droit et est admis au barreau en 1837, où il commence à exercer. 

### Carrière
Greffier des tribunaux du comté de Tolland en 1846 et 1847, Eaton est membre de la Chambre des représentants du Connecticut de 1847 – 1848, puis membre du  20e district du Sénat de l'État du Connecticut en 1850. En 1851, il déménage à Hartford et est greffier des tribunaux du comté de Hartford en 1851 et 1854, ainsi que procureur de la ville en 1857 et 1858. Il est juge en chef du tribunal municipal de Hartford en 1863 et 1864, et de 1867 à 1872, et est délégué à la Democratic National Convention du Connecticut en 1864 et 1868. 
Eaton est à nouveau membre de la Chambre des représentants du Connecticut en 1853, et est de nouveau membre du Sénat du Connecticut en 1859. Candidat démocrate non élu au Sénat des États-Unis en 1860, Eaton sert à nouveau comme représentant en 1863, 1868, 1870–1871 et 1873–1874. Il sert comme conférencier en 1853 et 1873. 
Nommé comme démocrate au Sénat des États-Unis pour combler la vacance causée par le décès de William A. Buckingham, Eaton sert du 5 février 1875 au 4 mars 1875. Élu pour la totalité du mandat à partir du 4 mars 1875, il siège jusqu'au 4 mars 1881. Pendant son mandat au Sénat, il est président de la commission des relations étrangères (quarante-sixième Congrès). 
Eaton est également élu en tant que représentant démocrate au quarante-huitième congrès (4 mars 1883 - 4 mars 1885), et est candidat malheureux à la réélection en 1884. 

### Mort
Eaton reprend la pratique du droit jusqu'à sa mort à Hartford, le 21 septembre 1898 (à l'âge de 81 ans et 345 jours). Il est inhumé au cimetière de Spring Grove, à Hartford, dans le Connecticut. 